# رقص با شیطان (ترانه ایمورتال تکنیک)
«رقص با شیطان» (به انگلیسی: Dance with the Devil) آهنگی از رپر آمریکایی ایمورتال تکنیک، از اولین آلبوم استودیویی او، انقلابی جلد ۱ است. این آهنگ که توسط شرکت ۴۴ کالیبر تهیه شده، حول نوجوانی می‌چرخد که به یک اراذل و اوباش تبدیل می‌شود و تلاش می‌کند تا تحسین سایر گنگسترها را به دست آورد.

## محتوا

### بخش اول آهنگ
بخش اول آهنگ، داستان مرد جوانی به نام ویلیام «بیلی» جیکوبز را روایت می‌کند. و با اجرای پیانو آهنگ «از کجا شروع کنم»، موسیقی‌متن فیلم «داستان عشق» محصول ۱۹۷۰، شروع می‌شود، بیلی در خانواده‌ای بدون پدر و با مادری معتاد به مواد مخدر که در حال ترک است و تا دیر وقت کار می‌کند، بزرگ شد. با گذشت زمان، او به‌دلیل اشتیاق به پول و احترام، جاه‌طلبی تبدیل شدن به یک «کلاهبردار» را در خود پرورش می‌دهد. برای اثبات اعتبار خیابانی خود، او شروع به فروش مواد مخدر و دزدی می‌کند و در نهایت تلاش می‌کند به یک باند (گنگ) بپیوندد. به‌عنوان بخشی از عضویت او در گنگ، بیلی و همراهانش در نیمه‌شبی بارانی به یک زن تنها در خیابان حمله و اون رو به یک ساختمان خالی می‌برند و به او، درحالی که لباسش، صورتش را پوشانده بود، به نوبت تجاوز می‌کنند. پس‌از آن یکی از اعضای گنگ به او (بیلی) یک اسلحه می‌دهد که زن را بکشد و در گنگ پذیرفته شود. بیلی پیراهن زن را بالا می‌کشد، اما متوجه می‌شود که قربانی مادرش است و همین باعث می‌شود که با پریدن از پشت بامی که جنایت در آن رخ داده، خودکشی کند. سپس گنگ زن را می‌کشد.
بخش اول آهنگ با فاش کردن این که راوی (ایمورتال تکنیک) یکی از اعضای گنگی بوده که در این عمل شرکت داشته است و اکنون متقاعد شده که شیطان تا به امروز او را به‌خاطر این کار تعقیب می‌کند و هرکسی ممکن است چنین کارهایی را انجام دهد و همچنین جمله «زمانی که شیطان خواست باتو برقصد بهتر است نه بگویی، چراکه رقص با شیطان ممکن است همیشگی باشد»، پایان می‌یابد.

### بخش دوم آهنگ
بخش دوم آهنگ، یک قطعه‌ی پنهان است که شامل بیتی از رپر آمریکایی، دیابولیک، می‌باشد.

### تفسیر
ایمورتال تکنیک در موارد متعددی به معنای پشت این آهنگ و همچنین سوالاتی در مورد حقیقت داستان پرداخته است. او در مصاحبه‌ای در سال ۲۰۰۴ با BrownPride.com گفت:
با «رقص با شیطان» یک داستان واقعی بود که من خودم را بیشتر به بخشی از آن تبدیل کردم، وقتی آهنگ را نوشتم، تبدیل به یک افسانه شهری شد و چیزی که آزاردهنده است این است که مردم فکر می‌کردند دربارهٔ تجاوز است، در حالی که در واقع دربارهٔ این بود که چگونه ما خودمان را می‌کشیم و باارزش‌ترین منبع جامعه لاتین/سیاه‌پوست، یعنی زنانمان را نابود می‌کنیم.
در مصاحبه‌ای در سال ۲۰۱۲ در کانال یوتیوب مونترالیتی، تکنیک در مورد این آهنگ اظهار داشت: «تنها چیزی که در مورد آن داستان تغییر دادم، بودنم روی پشت بام بود» و اینکه او در واقع هرگز به زنی تجاوز نکرده و در این عمل همدست نبوده است. در مصاحبه‌ای پادکستی در سال ۲۰۲۲ با بوتلگ کِو، تکنیک دوباره بی‌گناهی خود را تأیید کرد و گفت که می‌تواند مردم را به ساختمانی در هارلم که حادثه در آن رخ داده است، ببرد.
تکنیک همچنین ادعا کرده است که چنین جنایاتی مشابه آنچه در روایت آهنگ به تصویر کشیده شده است، هر روز در هر کشور و شهری اتفاق می‌افتد.

## رتبه‌بندی
کامپلکس این آهنگ را در رتبه دهم فهرست «۲۵ آهنگ رپ خشن تمام دوران» قرار داد بند سوم این آهنگ در فهرست «۲۵ بند ترسناک رپ» هایسنوبیتی رتبه چهارم را کسب کرد.
در مصاحبه‌ای در سال ۲۰۲۰ با HipHopDX، ایمورتال تکنیک گفت که «رقص با شیطان» در سطح جهانی به یکی از شناخته‌شده‌ترین آهنگ‌های او تبدیل شده است.